# Espagnella franzi
Espagnella franzi är en mångfotingart som beskrevs av Carl Graf Attems 1952. Espagnella franzi ingår i släktet Espagnella och familjen småjordkrypare.
Artens utbredningsområde är Spanien. Inga underarter finns listade i Catalogue of Life.